# Nauroy
 Nauroy  es una población y comuna francesa, en la región de Picardía, departamento de Aisne, en el distrito de Saint-Quentin y cantón de Le Catelet.

## Demografía
| 900 | 838 | 1 011 | 1 035 | 1 276 | 1 241 | 1 300 | 1 319 | 1 331 | 1 383 | 1 329 | 1 304 | 1 268 | 1 180 | 1 197 | 1 168 | 1 220 | 1 244 | 1 202 | 1 199 | 576 | 796 | 736 | 733 | 606 | 638 | 663 | 666 | 683 | 685 | 728 | 681 | 679 |
| Para los censos de 1962 a 1999 la población legal corresponde a la población sin duplicidades (Fuente: INSEE [Consultar]) |     |       |       |       |       |       |       |       |       |       |       |       |       |       |       |       |       |       |       |     |     |     |     |     |     |     |     |     |     |     |     |     |